# Александр Макензі (мандрівник)
Алекса́ндр Маке́нзі (англ. Alexander Mackenzie або шотл. Alasdair MacCoinnich; 1764 — 12 березня 1820) — шотландський мандрівник, дослідник Північної Америки, з 1799 року торговець хутром на службі в Північно-Західній компанії, за завданням якої прибув до Північної Америки.
У червні 1789 року на чотирьох каное вирушив у подорож річкою Невільничою і першим з європейців проплив нею до Великого Невільничого озера. Відкрив багатоводну річку, що бере початок з цього озера (нині вона називається Макензі у його честь), і доплив по ній до місця її впадіння у Північний Льодовитий океан.
У 1792-1793 роках здійснив нову подорож: першим пройшов територією Північної Америки від затоки Святого Лаврентія до затоки 
Королеви Шарлотти і в зворотному напрямку. Відкрив гирло річки Великої Ведмежої. Став першим європейцем, який перетнув Північну Америку зі сходу на захід. Зібраний ним матеріал мав велике значення для вивчення внутрішніх районів Канади.